# 1926年立陶宛政變

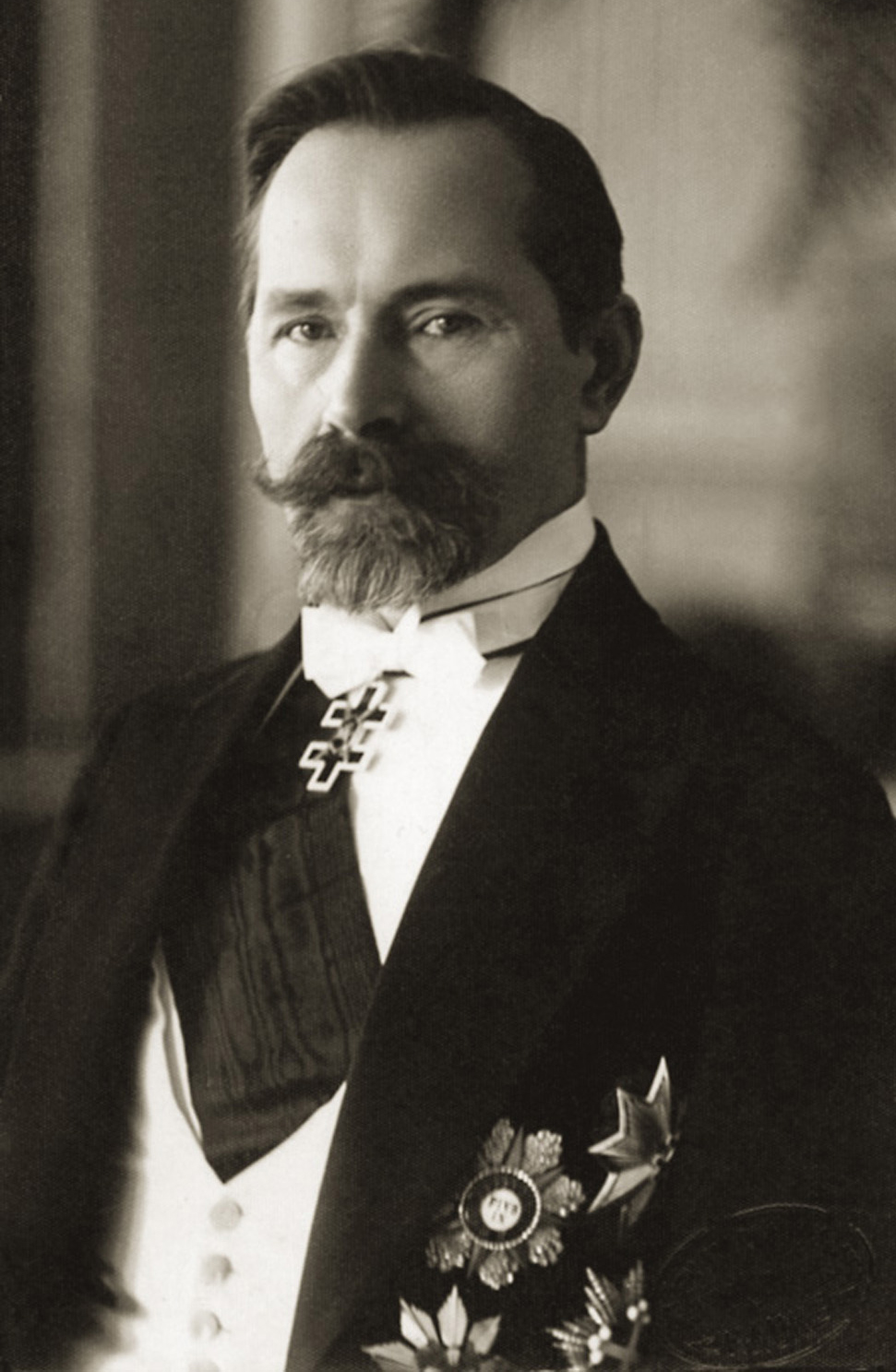
安塔納斯·斯梅托納與他的政黨是1926年政變的主要受益者。

1926年立陶宛政變是立陶宛的一場軍事政變，最終由安塔納斯·斯梅托納領導的保守、威權政府取代原本的民選政府。這場政變發生於1926年12月17日，主要由立陶宛軍方發動；斯梅托納在政變中扮演的角色仍有爭議。當時立陶宛最保守的政黨，立陶宛民族主義聯盟因此次政變而取得政權，在此之前，它只是一個新成立、無足輕重的民族主義政黨。1926年時，該黨黨員約2,000人，僅握有3席國會議員席次。政變發生時，立陶宛國會的最大黨派為立陶宛基督教民主黨，它和軍方合作、為政變合法性背書，但未接受任何政府要職，並在1927年5月撤回對政變的支持。最後立陶宛軍方將政權移交給斯梅托納領導的文人政府，不再介入立陶宛政治運作。

## 背景
立陶宛曾在1795年時併入俄羅斯帝國。第一次世界大戰期間，立陶宛被德意志帝國佔領，並於1918年2月16日宣布獨立。獨立後兩年，立陶宛獨立戰爭導致國內政局動盪不安，國際社會遲遲不願承認這個新國家，政府機關也無法組成。剛成立不久的立陶宛軍隊，旋即得和布爾什維克、西俄羅斯志願軍與波蘭等敵軍作戰。1920年10月，波蘭占領立陶宛的歷史首都與現代首都維爾紐斯及周邊地區，此一軍事行動導致兩國關係在戰間期中持續緊繃，立陶宛政府也因此遷都第二大城市考那斯。
1920年4月，立陶宛舉辦選舉，成立立陶宛制憲大會，並於1922年8月通過《立陶宛憲法》。1922年10月，立陶宛舉辦第一屆國會議員選舉。當時最大的憲法爭議是總統的角色定位，最後由一院制的立陶宛國會掌握政府主要權力。國會議員由人民選舉產生，任期三年。總統由國會議員選出，任期三年，得連任一次；並經國會授權任命總理，總理再組成內閣。事實證明，以國會為基礎的政體並不穩定：1918年11月至1926年12月之間，立陶宛政府就重組了11次內閣。
1926年立陶宛政變發生時的主要政治人物，在獨立戰爭期間及建國初期都很活躍。安塔納斯·斯梅托納在1919年4月至1920年6月間就任立陶宛第一任總統；任期結束後則不再參與主要政治活動，但仍時常批評時政，並因此在1923年短暫入獄。奧古斯丁納斯·沃爾德馬拉斯在1918年代表立陶宛參與簽訂《布列斯特-立陶夫斯克條約》，其後擔任立陶宛總理、國防部長、外交部長等職務。他在1920年時辭去政府職務，但仍繼續寫作、批評時政，也因此被判處短期有期徒刑。卡齊斯·格里紐斯曾擔任第一次世界大戰戰後遣返委員會主席，之後並任職於第六屆立陶宛內閣、擔任第一屆及第二屆立陶宛國會議長。米科拉斯·斯萊熱維丘斯曾在1918年至1919年間出任立陶宛總理，1920年時協助監督立陶宛軍隊組織，1922年至1926年間則被選為第二屆國會議員。

## 1926年國會選舉
| 1926年立陶宛國會選舉結果         | 1926年立陶宛國會選舉結果 |
| 政黨                             | 席位數                   |
| -------------------------------- | ------------------------ |
| 立陶宛基督教民主黨               | 30                       |
| 立陶宛人民農民聯盟               | 22                       |
| 立陶宛社會民主黨                 | 15                       |
| 立陶宛民族主義聯盟               | 3                        |
| 農民黨                           | 2                        |
| 少數族群（德裔、猶太人、波蘭裔） | 13                       |
| 總計                             | 85                       |

1926年5月8日至5月12日，立陶宛舉辦第三屆國會議員選舉。以立陶宛基督教民主黨為首的陣營，自1920年以來都是立陶宛國會的最大派系，卻在本次選舉首度未拿下多數席次。該黨強烈支持天主教會及其神職人員，但因該黨成員捲入財務醜聞而失去民心：尤薩斯·普里卡斯利用其派駐於莫斯科的外交特權從事古柯鹼及糖精交易；埃利沙·德勞爾戈和佩特拉斯·喬西烏卡斯從德國購買廉價、低品質的煙燻豬油，而未向立陶宛農民購買；財政部長維托塔斯·佩特魯利斯將大筆國家公款轉入個人銀行帳戶。該黨面對經濟危機採取的政策，則被認為是一場失敗。
此外，波蘭與聖座議定《1925年宗教協定》，單方面承認維爾紐斯是波蘭的一個教省，無視立陶宛要求教宗直接管轄維爾紐斯教區，而增添更多緊張局勢。儘管這一措施在傳統上並非梵蒂岡的政策，仍遭致立陶宛人民的強烈反對。此一協定等同教宗承認波蘭擁有維爾紐斯的主權，連帶讓立陶宛基督教民主黨失去社會威望。立陶宛隨後便和聖座斷絕外交關係。1926年4月，教宗庇護十一世再度不顧立陶宛人民的請求，片面決定重組立陶宛境內的教省，雙方關係未見改善。
立陶宛人民農民聯盟與立陶宛社會民主黨共同組成對抗立陶宛基督教民主黨勢力的左翼聯盟，但單憑兩者結盟無法達到多數，於是該聯盟吸納少數族群代表，如克萊佩達地區的德國裔、波蘭裔與猶太人。1926年6月7日，卡齊斯·格里紐斯就任立陶宛第三任總統，米科拉斯·斯萊熱維丘斯為總理，兩人都是人民農民聯盟的黨員。

## 成因
1926年立陶宛政變的成因仍有爭議。當時立陶宛國內局勢無疑是混亂的；歷史學家指出，1920年代歐洲的某些先例可能有所影響，包括1922年墨索里尼發動的「向羅馬進軍」和1926年5月由約瑟夫·畢蘇斯基發動的波蘭五月政變。其他歷史學家則指出當時歐洲的普遍趨勢，導致1930年末期幾乎所有中歐和東歐國家政府或多或少都不民主。不成熟的民主表現為不願意妥協，政府的頻繁更迭造成長期的危機感。歷史學家也談到當時人們對共產主義的誇大恐懼，以及缺乏一個穩定、能兼顧右派與左派的中央政府；這些政黨互相指責對方是布爾什維克主義和法西斯主義。根據歷史學家阿納托·李文的說法，斯梅托納和沃爾德馬拉斯將自己視為立陶宛獨立運動中，遭受剝削的真正英雄，他們對「以民主方式重新掌權」一事感到失望。
1926年5月選舉結束後，格里紐斯－斯萊熱維丘斯政權解除了實施於考那斯及其他地區的戒嚴令，恢復民主自由，並廣大赦免政治犯，立陶宛第一次真正實現民主。然而，此一變化並未獲得普遍認可。許多獲釋的囚犯是共產黨員，他們很快地利用新的言論自由環境，於6月13日在考那斯組織了一場約400人參與的抗議活動，但被驅散。新政府的其他反對派則利用這次抗議活動作為公開抨擊政府的機會，指責新政府允許非法組織（立陶宛共產黨仍持續遭到取締）繼續自由活動。儘管共產黨該次活動只是地方性事件，卻被認為是對立陶宛及其軍隊的重大威脅，而新政府則被認為無力應對共產黨的威脅。
當立陶宛於1926年9月28日簽署《蘇聯－立陶宛互不侵犯條約》，又有人提出「布爾什維克化」的指控。該條約由立陶宛基督教民主黨領導下的前政府所構思，但該黨人士卻投票反對該條約，而安塔納斯·斯梅托納則堅決擁護該條約。這份條約招致強烈批評，因為蘇聯以承認立陶宛擁有维尔纽斯地区的主權為條件，換取立陶宛在國際上的孤立地位：該條約規定立陶宛不得與其他國家結盟。蘇聯當時並非國際聯盟成員國，英國和法國正在東歐尋找可靠的合作夥伴，而波羅的海國家則正在考慮組成自己的聯盟。同年11月21日，警察強行驅散一場反對「布爾什維克化」的學生示威行動。大約600名立陶宛學生群聚在一個由立陶宛共產黨領導的工會附近，警方擔心這兩群人發生武裝衝突，因此進行干預，試圖阻止學生示威行動。該次事件造成7名警察受傷，13名學生被捕。為了合法推翻格里紐斯－斯萊熱維丘斯政權，立陶宛基督教民主黨提議就該次事件，在國會中提出不信任動議，但遭否決。
當新政府為了尋求少數族群支持，允許在立陶宛境內開設80多所波蘭學校時，又再度引起大眾強烈不滿，因為波蘭政府當時正在關閉有重大領土爭議的維爾紐斯地區中的立陶宛學校。此外，新政府提出1927年政府預算案時，與立陶宛基督教民主黨發生直接衝突：這份預算案減少了神職人員的工資與對天主教學校的補助款。而新政府的軍事改革計畫則被揭露，政府其實是要草率進行裁員，進一步引發爭議。大約200名保守派軍官被汰除，軍方開始策畫政變。

## 策畫

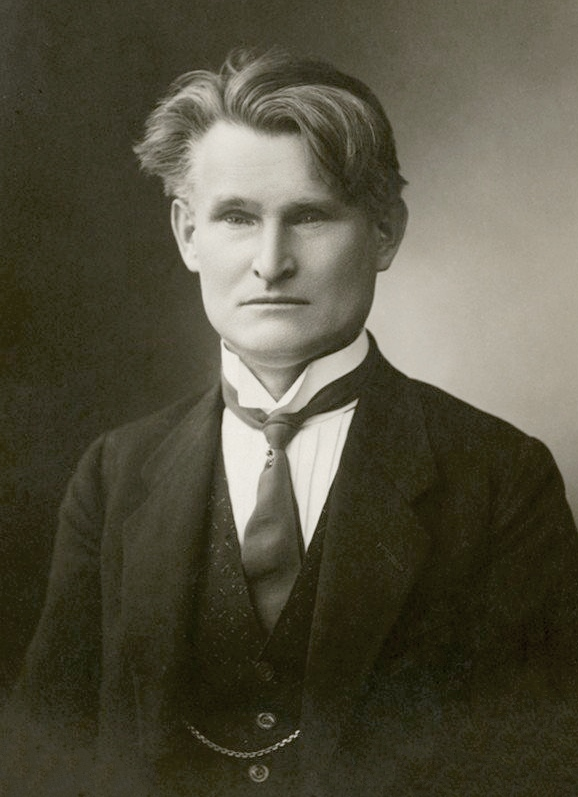
立陶宛總統卡齊斯·格里紐斯在他60歲生日當天被軍方罷黜。

安塔納斯·斯梅托納與1926年立陶宛政變之間的關係，在學術界中仍有相當大的爭議。1931年，已遭罷黜且被迫流亡的奧古斯丁納斯·沃爾德馬拉斯寫道，斯梅托納自1925年起開始策畫政變。立陶宛歷史學家澤諾納斯·布特庫斯則斷言，斯梅托納早在1923年就已提出政變的構想。然而，這個時間範圍具有爭議，因為立陶宛軍方直到1926年秋季才開始行動。斯梅托納的私人秘書亞歷山大·梅克爾認為，斯梅托納知道有政變，但他既沒有促成政變，也沒有組織政變。政變前，斯梅托納一直是《立陶宛人》報紙的編輯，該報的立場在1926年11月底開始轉變，這被視為「斯梅托納到1926年11月底才得知政變」一事的證據。在1926年11月25日之前，該報對新政府和立陶宛基督教民主黨都抱持批評態度；然而，在11月25日這一天，《立陶宛人》刊登了幾篇關於11月21日學生示威活動的文章，以及一篇題為〈布爾什維克主義對立陶宛的威脅〉（Bolshevism's Threat to Lithuania）的文章；後面這篇文章認為，共產黨人是真正的威脅，而新政府無能應對。也是從這一天起，該報不再批評立陶宛基督教民主黨。
1926年9月20日，以安塔納斯·馬丘伊卡上尉為首的5位立陶宛軍官組成一個委員會，弗拉達斯·納蓋維丘斯與喬納斯·布洛塔兩位將軍也在其中。大約一個月後，另一個組織，即所謂「革命總司令部」也跟著成立。這兩個組織密切協調合作。到了12月12日時，軍方已策畫了詳細的行動計畫，調查政變即將發生的地區，並通知立陶宛民族主義聯盟與立陶宛基督教民主黨的領袖。政變計畫的傳聞也傳入執政聯盟中的社會民主黨，但該黨並未採取任何行動。政變發生前，「波蘭軍隊在維爾紐斯地區展開行動」的假消息被傳播開來，目的是誘使可能反對政變的部隊向維爾紐斯地區移動。

## 政變過程

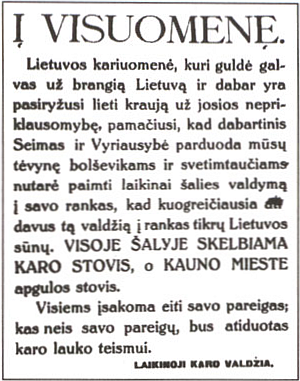
政變後，在立陶宛首都考那斯分發的一本小冊子。發動政變者宣布戒嚴令，並命令國民繼續從事日常工作。這本小冊子由「臨時戰爭政府」簽署分發。

1926年12月16日深夜，蘇聯領事向立陶宛總理斯萊熱維丘斯通報隔日晚上可能發生的政變計畫，但總理並未重視此一警告。政變於1926年12月17日晚上開始。當時立陶宛首都考那斯正在舉辦立陶宛總統卡齊斯·格里紐斯的60歲生日慶祝活動，許多中央政府官員都有參加。此時立陶宛議會尚未通過擬刪減軍事及教會相關支出的1927年預算案。當晚，立陶宛軍方佔領中央的軍事及政府辦公室，並逮捕中央政府官員。為格里紐斯－斯萊熱維丘政權擬定軍事改革計畫的卡齊斯·斯基爾帕上校試圖召集軍隊抵抗政變，但很快就被制伏、逮捕。國會被軍方驅散，格里紐斯總統則被軟禁。波维拉斯·普莱查维丘斯上校獲釋（他因毆打另一名軍官而被判處20天拘役），並被宣布為立陶宛的獨裁者。當天稍晚，普萊查維丘斯上校要求斯梅托納擔任立陶宛的新總統，使整體局勢正常化。軍方極力創造這樣的印象：政變完全是由軍方策畫、發動，斯梅托納完全沒有參與，他只是受邀加入政變，充任「國家的救世主」。斯萊熱維丘斯總理辭職，格里紐斯總統任命奧古斯丁納斯·沃爾德馬拉斯為新任總理。
斯梅托納和沃爾德馬拉斯都代表立陶宛民族主義聯盟，邀請立陶宛基督教民主黨加入政變、組建新政府，以恢復新政府相當程度的憲法合法性。立陶宛基督教民主黨很不情願地答應了，他們對自己的威信感到擔憂。該黨將目光放在未來，認為他們可以輕鬆贏得任何一場即將到來的國會選舉，並運用憲法賦予的權力合法重獲政權，同時避免與政變有所連結。根據這個策略，立陶宛基督教民主黨同意讓立陶宛民族主義聯盟人士接管政府要職。
格里紐斯總統起初拒絕辭職，但最後被說服了，因為波蘭入侵危機迫在眉睫，而斯梅托納已宣誓維護憲法。12月19日，立陶宛國會中的42名議員召開會議（立陶宛農民人民聯盟及社會民主黨籍議員皆未參與），選舉亞歷山大·斯圖爾金斯基為新任國會議長。斯圖爾金斯基在斯托梅納當選為新任立陶宛總統前幾個小時內是正式的立陶宛國家元首（38名議員投票贊成、2人反對、2人棄權）。國會還通過了沃爾德馬拉斯內閣的信任動議，以遵守憲法程序。立陶宛民族主義聯盟還獲得其他政府要職，安塔納斯·梅爾基斯出任國防部長，伊格納斯·穆斯泰基斯出任內政部長。

## 後果
對於為何發動政變，立陶宛軍方的官方理由是：他們的行動阻止了即將發生的布爾什維克政變，據稱該政變將於1926年12月20日發生。軍方發動政變後，頒布戒嚴令，逮捕了350名共產黨員，其中4名領袖於12月27日被處決（分別是：卡洛斯·波澤拉、尤札斯·格雷芬貝格爾斯、卡齊斯·吉德利斯、拉普拉斯·查爾納斯）。這對立陶宛共產黨來說是重大打擊，該黨一度不再活躍。然而，沒有任何實際證據證明立陶宛共產黨曾策畫過任何政變。其他政黨及組織則未受到傷害。立陶宛軍方宣稱，除了這4名立陶宛共產黨領袖外，沒有任何與政變有關的傷亡。但有其他訊息來源指出文卡斯·約努斯卡（Vincas Jonuška）上尉在政變中被立陶宛總統府侍衛射殺，撐了一天後死在醫院裡。
事實證明，新政權取得國際承認並不困難。第三屆立陶宛國會於1926年9月批准《蘇聯－立陶宛互不侵犯條約》時，西方列強對此並不滿意，他們正在尋找一個能夠改變立陶宛外交政策優先順位的政權。因此，政變發生後，英國《每日電訊報》、法國《晨報》、美國《紐約時報》都寫道，此次政變有望遏止立陶宛與蘇聯之間的友好關係，並讓立陶宛與波蘭之間的關係正常化；政變的反民主、違憲疑慮則未被強調。西方媒體平靜地報導此一新聞，或將其評價為立陶宛反共主義鬥爭的正面進展。當時的國際外交輿論認為，強大的專制領導者將穩定立陶宛內政，立陶宛共和國即便是在建國初期都未曾擁有真正的民主，許多基本的自由權都在戒嚴令下受到限制。
立陶宛基督教民主黨以為政變只是短暫的過渡時期，要求舉辦國會改選，但被斯梅托納拖延。他預測自己的政黨不會受到人民歡迎，他也將無法再次當選為總統。因此，立陶宛民族主義聯盟討論要修改憲法，擴大行政部門的權力，並限縮國會的權力。1927年4月，一群立陶宛農民人民聯盟黨人試圖組織政變，以「捍衛憲法」；但政變計畫被揭發，反叛者也遭逮捕，其中包括國會議員裘扎斯·帕尤基斯。1927年4月12日，國會聲明譴責該次逮捕行動，認為這侵犯了國會議員的豁免特權，並對沃爾德馬拉斯內閣提出不信任動議。斯梅托納則動用憲法賦予總統的權力，解散了國會。此後，立陶宛超過2個月沒有舉辦國會選舉，違背憲法規定。4月，持續呼籲舉辦國會選舉的立陶宛基督教民主黨報紙被查禁。5月2日，立陶宛基督教民主黨人退出政府，他們認為立陶宛民族主義聯盟單靠自己無法維繫政權。結果是，立陶宛民族主義聯盟在這場和立陶宛基督教民主黨之間的政爭中占了上風，掌握國家機器的絕對控制權。
1926年立陶宛政變是立陶宛在戰間期的重大事件，斯梅托納的獨裁統治持續了14年。1935年，斯梅托納政權取締所有其他政黨的活動。這場政變對立陶宛人來說仍是個棘手的歷史問題，因為日後蘇聯佔領立陶宛時，聲稱此舉是將立陶宛自法西斯主義中解放；但《大英百科全書》則將斯梅托納政權描述為專制、民族主義政權，而非法西斯政權。而擁護這場政變的人則宣稱，這場政變糾正了當時太過極端的議會民主制度，考慮到立陶宛不成熟的政治體制，發動政變有其道理。